# Mohamed Al Zeno
Mohamed Al Zeno (arab محمد زينو; ur. 5 lutego 1983 w Aleppo) – syryjski piłkarz, grający na pozycji pomocnika lub napastnika w klubie Al-Hussein Irbid.

## Kariera klubowa
Mohamed Al Zeno rozpoczął swoją zawodową karierę w 1999 roku w drugoligowym klubie Al-Shorta Aleppo. W 2002 przeszedł do pierwszoligowego klubu Al-Shorta Damaszek. W latach 2004–2007 był zawodnikiem Al-Jaish Damaszek. Z Al-Jaish zdobył Puchar AFC w 2004.
W latach 2007–2009 występował w lokalnym rywalu Al-Jaish - Al-Majd. W 2009 występował w Iranie w klubie Rah Ahan Teheran. Pierwszą część 2010 roku Al-Zeno spędził w Kuwejcie w klubie Al-Arabi. Od 2010 jest zawodnikiem klubu Al Karama. Następnie grał w: Al-Nasr, Al-Salmiya SC, Saham Club i Muaither SC, a w 2016 trafił do Al-Hussein Irbid.

## Kariera reprezentacyjna
W reprezentacji Syrii Al Zeno zadebiutował w 2002 roku. W 2004 roku uczestniczył w eliminacjach Mistrzostw Świata 2006. W 2007 i 2008 roku uczestniczył w eliminacjach Mistrzostw Świata 2010. W 2011 został powołany na Puchar Azji. Dotychczas rozegrał w reprezentacji 40 spotkań i strzelił 16 bramek.